# 영덕중학교 달산분교
영덕중학교 달산분교(盈德中學校 達山分校)는 경상북도 영덕군 달산면 대지리에 있었던 공립 중학교이다.

## 학교 연혁
- 일자미상 영덕중학교 달산분교 설립 인가
- 1970년 5월 8일 영덕중학교 달산분교 개교
- 일자미상 달산중학교 승격 분리
- 1995년 3월 1일 영덕중학교 분교장 격하 편입
- 2001년 3월 1일 폐교 및 영덕중학교 통폐합

## 참고 자료
- 영덕중학교 달산분교 - 한국교육학술정보원 학교알리미